# Carl Axel Magnus Lindman

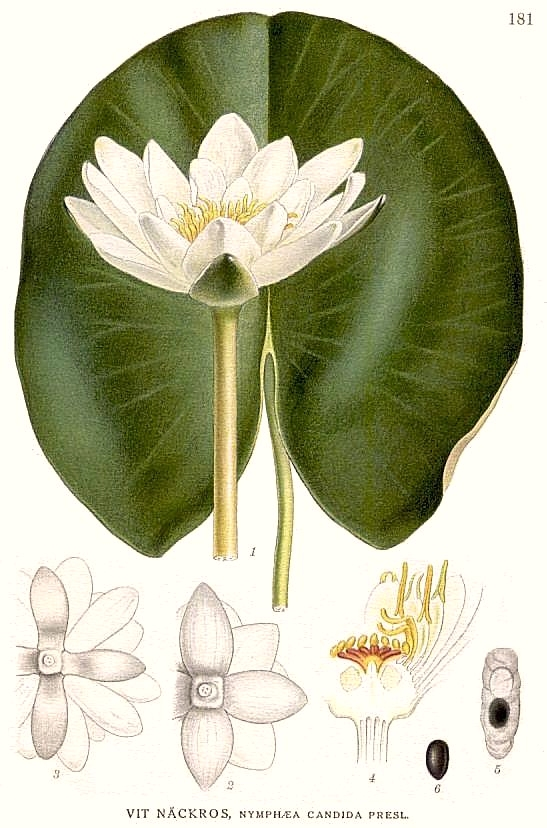
Nymphaea candida C.Presl.

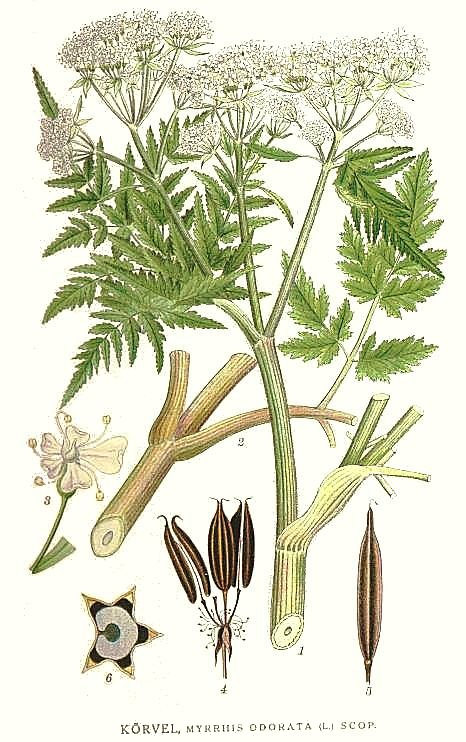
Myrrhis odorata (L.) Scop.

Carl Axel Magnus Lindman ( 6 de abril de 1856, Halmstad - 21 de junio de 1928) fue un botánico y artista botánico sueco, hijo de Carl Christian Lindman y de Sophie Fredrique Löhr. Es muy conocido por su obra "Bilder ur Nordens Flora" publicada entre 1901 y 1905.

## Biografía
Su padre fallece cuando Carl era un niño de corta edad, y su hermana de meses. Su madre con los dos hijos, se muda a Växjö en 1864, donde Carl irá a la escuela primaria. A pesar de su talento musical y artístico, su madre lo empuja a una carrera técnica. Se matricula en 1874 e ingresa en la Universidad de Upsala para estudiar Botánica y Zoología. Diez años más tarde es Profesor Asociado de Botánica y ya Doctorado.
En 1887, Lindman arranca su carrera como Regnellian Amanuensis en el Museo Sueco de Historia Natural, ocupando algo de su tiempo como asistente en Bergianska trädgården (Jardín botánico Bergius), y el resto como conferenciante de Historia natural o Física en el "Colegio Secundario Högre Latinläroverket", en Estocolmo.
En 1892 Lindman y Gustaf Malme son galardonados con la primera beca de viaje Regnellian. Después de realizar expediciones a Brasil y Paraguay, renuncia a su puesto de conferenciante. De 1896 a 1900 es tutor de los hijos del príncipe sueco (más tarde Gustavo V de Suecia). En 1905, Lindman oposita y gana un puesto como profesor de Botánica en el "Museo Sueco de Historia Natural", y ocupa su silla hasta su retiro en 1923. Lindman fallece el 21 de junio de 1928 a los 72.

## Epónimo
El género Lindmania fue nombrado en su honor.
- La abreviatura «Lindm.» se emplea para indicar a Carl Axel Magnus Lindman como autoridad en la descripción y clasificación científica de los vegetales.[1]